# Poliopastea chrysotarsia
Poliopastea chrysotarsia là một loài bướm đêm thuộc phân họ Arctiinae, họ Erebidae.